# Bernardo Falconi

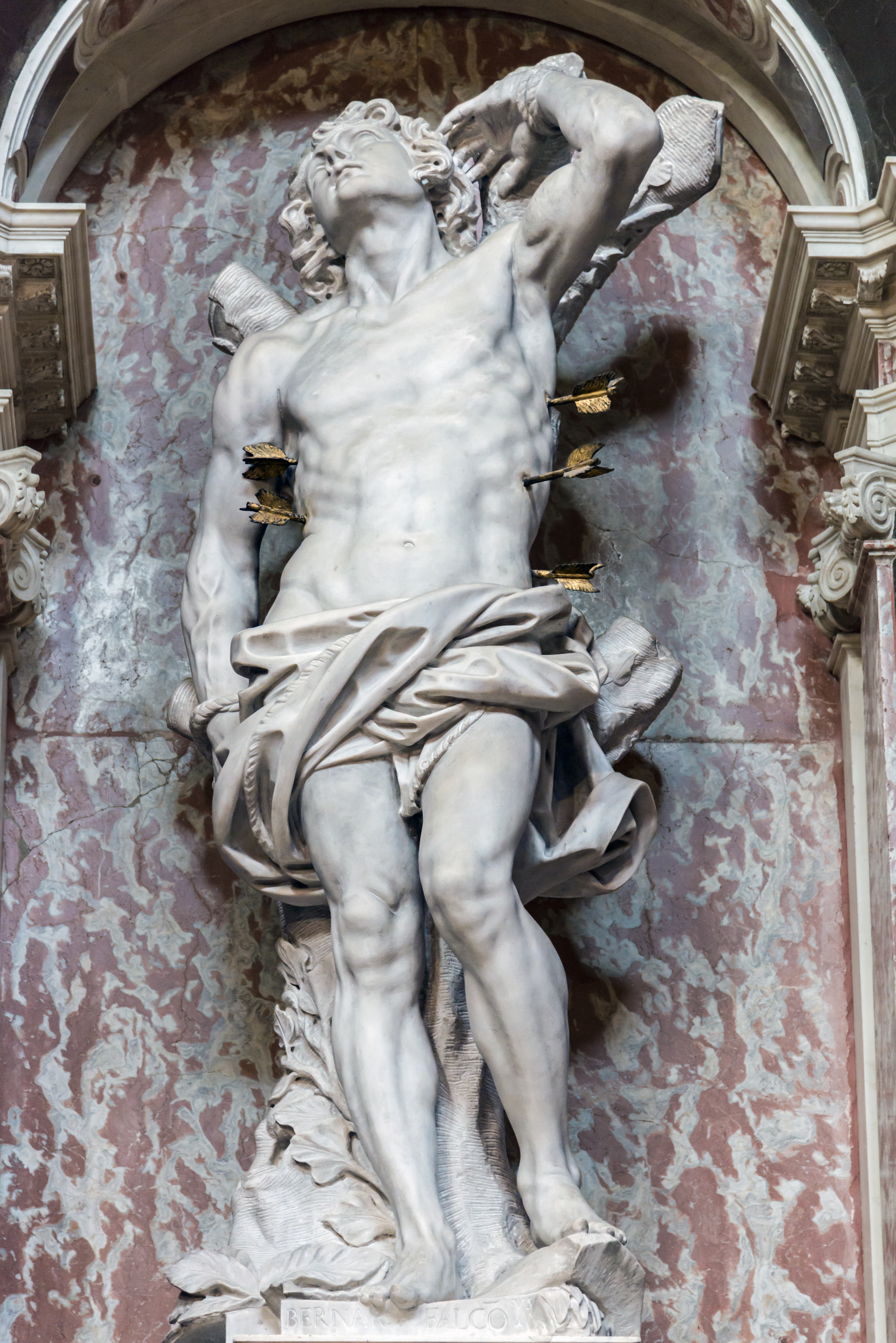
San Sebastiano Santa Maria di Nazareth

Bernardo Falconi, o Falcone (Bissone oppure Rovio, 1620 circa – Bissone, 1696 circa), è stato uno scultore svizzero-italiano.

## Biografia
Mancano dati certi sui suoi primi anni, ad esempio la data e il luogo esatti di nascita oltre alla sua formazione. Si ritiene figlio di tale Domenico. Le prime notizie sicure lo danno sul cantiere del Palazzo ducale di Sassuolo nel 1651 - 1652 come scultore. Nel 1653 lavora nella Chiesa del Gesù e dei Santi Ambrogio e Andrea a Genova.
Successivamente si sposta a Venezia, dove nel 1657 esegue cinque statue per il coronamento della facciata della Scuola Grande di San Teodoro e nell'anno successivo apre una propria bottega di scultura. Negli anni successivi scolpisce opere collocate nella basilica dei Santi Giovanni e Paolo e nella Scuola Grande dei Carmini.
Nel 1660 scolpisce otto statue per l'abbazia di San Giovanni Evangelista a Parma. Successivamente rientra a Venezia dove lavora nella chiesa di Santa Maria di Nazareth, nella Basilica dei Santi Giovanni e Paolo e nella Chiesa di San Salvador.
Dal 1664 lavora alla corte di Casa Savoia per diverse opere, alcune delle quali verranno successivamente smembrate o addirittura andranno perdute. Nel decennio successivo si sposta in diverse città, fra cui Genova, Padova, Modena e Verona. Il 25 luglio 1693 riceve l'incarico di terminare il Colosso di san Carlo Borromeo ad Arona, insieme a Siro Zanella.

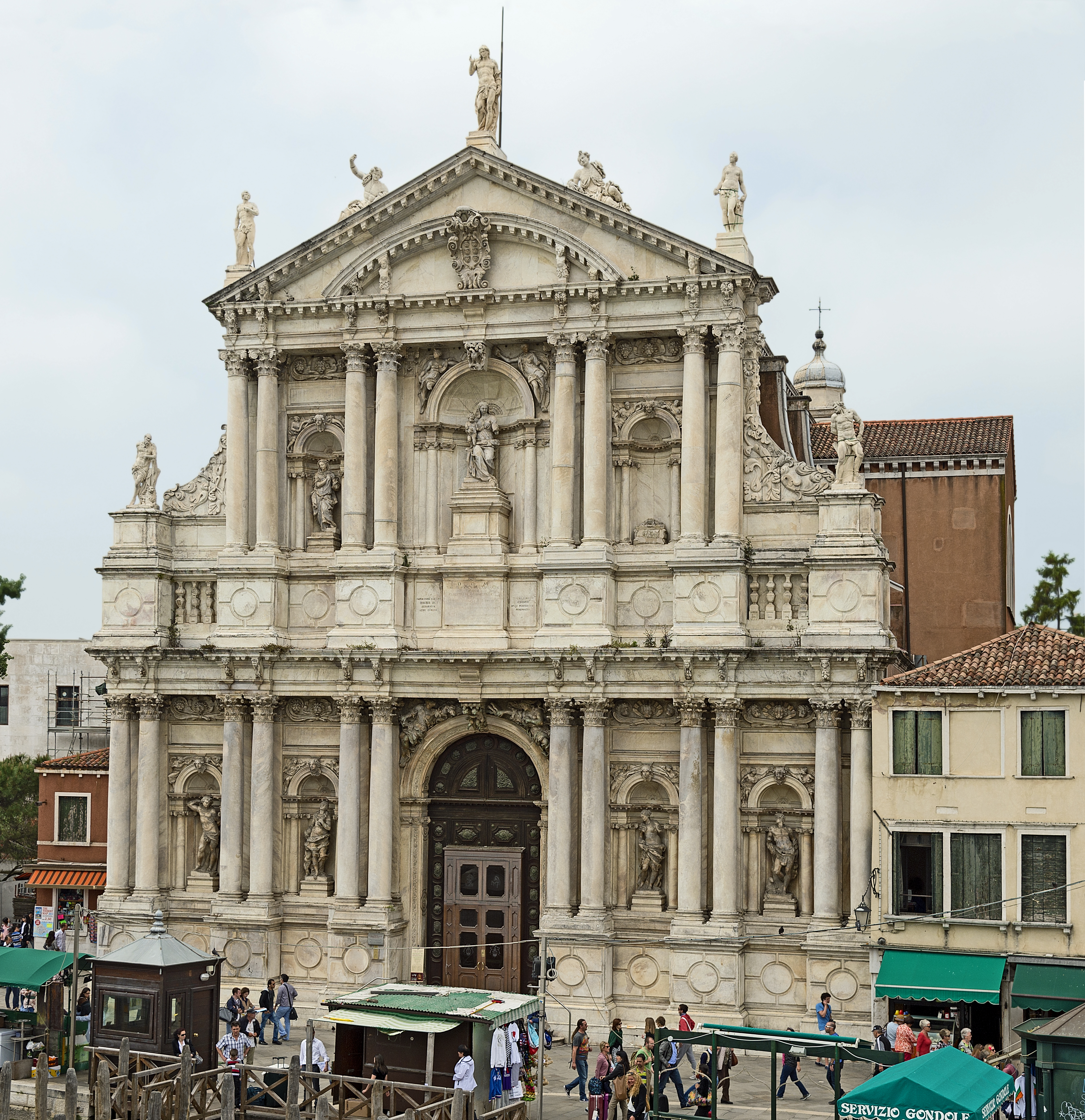
Facciata della Chiesa di Santa Maria di Nazareth, a Venezia
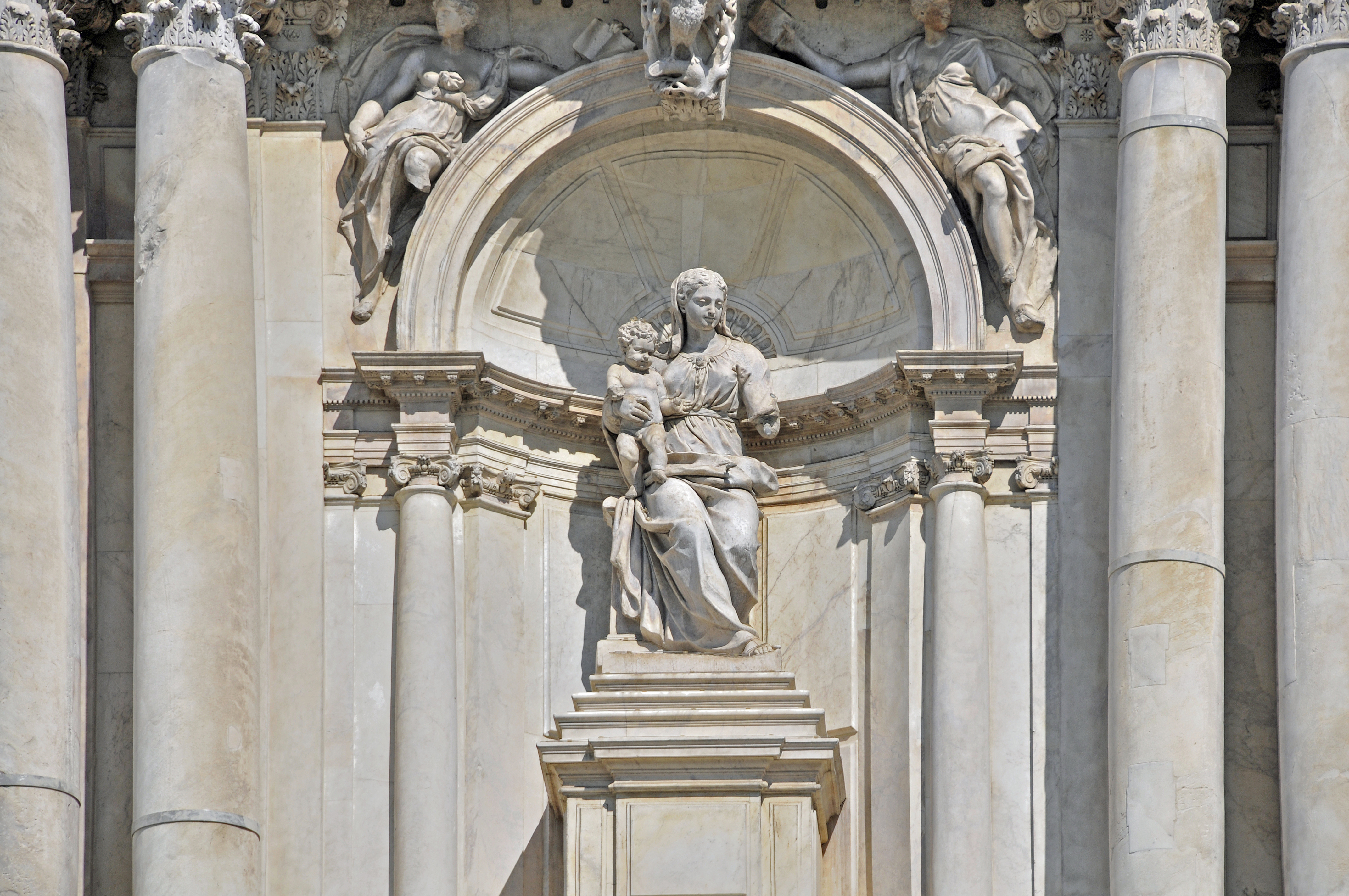
Madonna sulla facciata della chiesa Santa Maria di Nazareth di Venezia
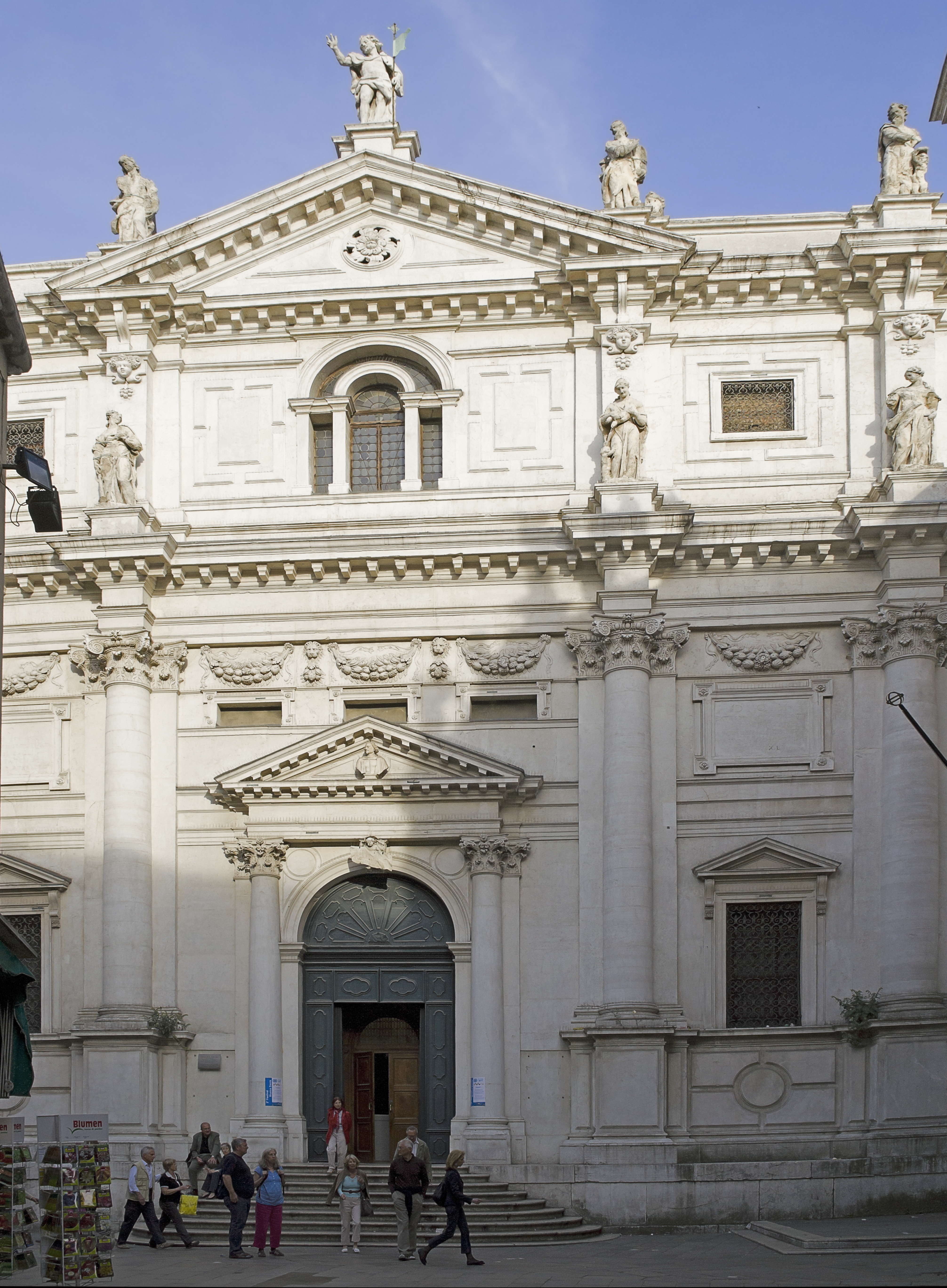
Facciata della Chiesa di San Salvador